# 583

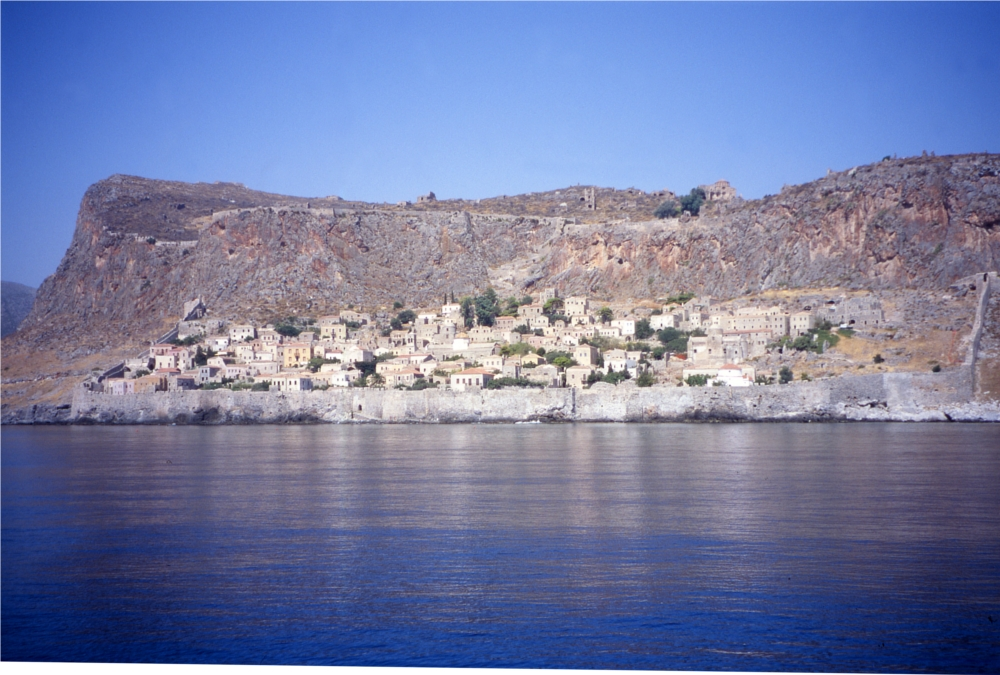
De Griekse stad Monemvasia (Peloponnesos)

Het jaar 583 is het 83e jaar in de 6e eeuw volgens de christelijke jaartelling.

## Gebeurtenissen

### Europa
- Eboric (r. 583-584) volgt zijn vader Miro op als koning van de Sueven in Gallaecia (Noord-Spanje).
- De Griekse vestingstad Monemvasia (Peloponnesos) wordt door inwoners van Laconië gesticht.

## Religie
- Volgens een legende ontmoet de 12-jarige Mohammed in Bosra de christelijke monnik Bahira.

## Overleden
- Miro, koning van de Sueven (waarschijnlijke datum)